# Lhota u Olešnice
Lhota u Olešnice (deutsch Lhotta) ist eine Gemeinde in Tschechien. Sie befindet sich 20 Kilometer nordwestlich von Boskovice und gehört zum Okres Blansko.

## Geographie

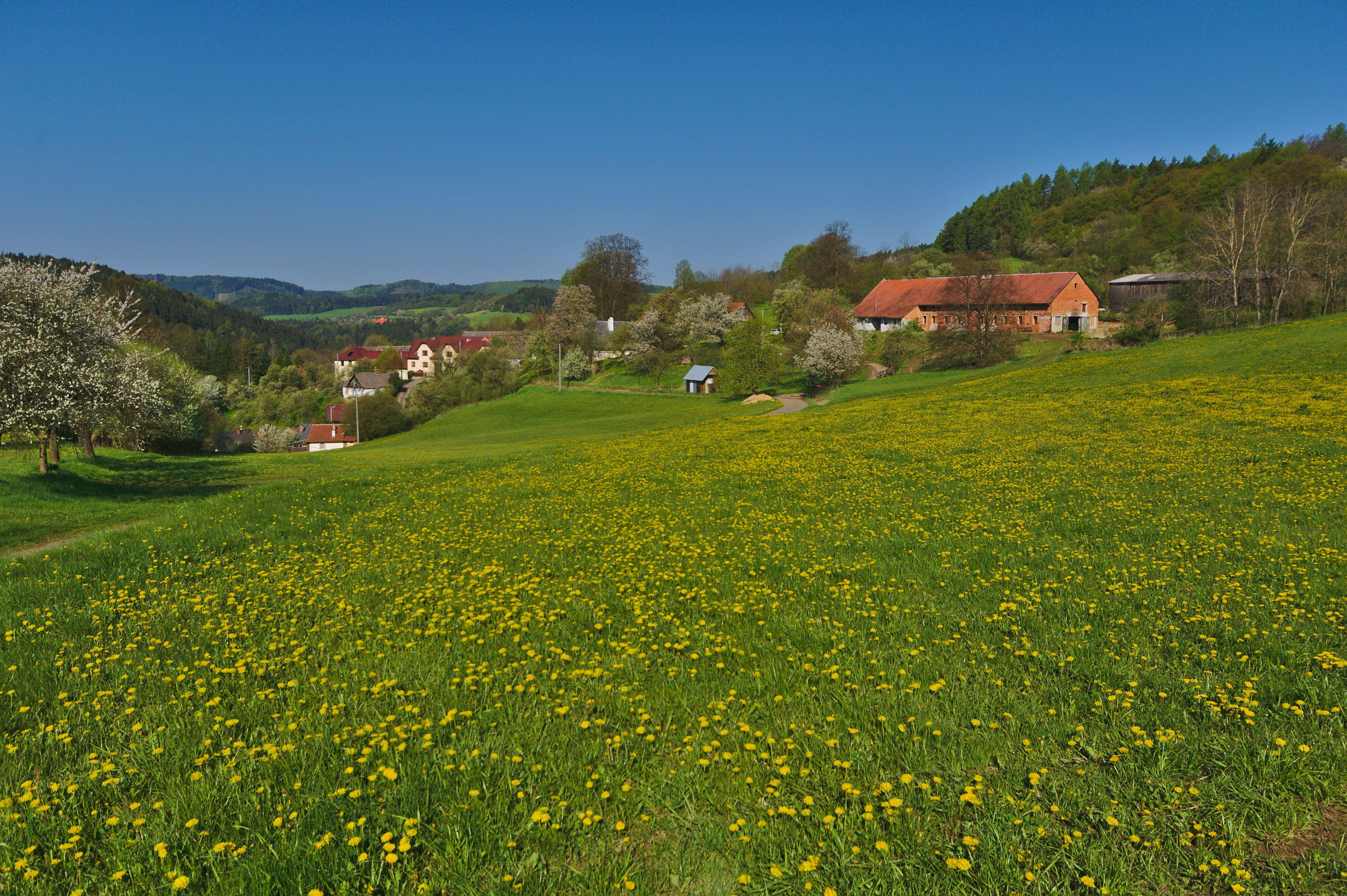
Ortsansicht von Lhota u Olešnice

Lhota befindet sich im engen Seitental der Hastrmánka, eines Zuflusses des Tresný potok im Bergland der oberen Swratka in den Böhmisch-Mährischen Höhen. Nordöstlich erhebt sich der Kopaniny (688 m) und im Südosten der Vrchy (638 m). Der Ort besteht aus einem Ober- und Niederdorf.
Nachbarorte sind Velké Tresné im Norden, Lamberk und Olešnice im Nordosten, Křtěnov im Osten, Louka im Südosten, Prosetín und Čtyří Dvory im Süden, Brťoví und Koroužné im Südwesten, Bolešín und Vír im Westen sowie Věstín, Věstínek und Malé Tresné im Nordwesten.

## Geschichte
Das Dorf war eines der zahlreichen nach dem Lhotensystem gegründeten Dörfer, deren Siedler für einen bestimmten Zeitraum von den Abgaben und Diensten an die Obrigkeiten befreit waren. Die erste urkundliche Erwähnung des Ortes stammt aus dem Jahre 1250. Nachdem das Dorf 1398 wüst gefallen war, erfolgte wenig später eine erneute Besiedlung durch die Herrschaft Kunštát. Im Jahre 1790 hatte das Dorf 117 Einwohner. Bis zur Mitte des 19. Jahrhunderts blieb der Ort, der im Laufe der Zeit auch als Lhotec und Lhotka bezeichnet wurde, zu Kunštát untertänig.
Nach der Aufhebung der Patrimonialherrschaften bildete Lhotka ab 1850 eine Gemeinde in der Bezirkshauptmannschaft Boskovice. Im Jahre 1900 hatte die Gemeinde 187 Einwohner. 1948 wurde Lhota u Olešnice dem neugeschaffenen Okres Bystřice nad Pernštejnem zugeordnet, nach dessen Auflösung kam die Gemeinde mit Beginn des Jahres 1961 zum Okres Blansko. In der zweiten Hälfte des 20. Jahrhunderts setzte ein deutlicher Bevölkerungsrückgang ein. 1961 lebten in Lhota u Olešnice nur noch 71 Menschen. Im Jahre 1991 bestand die Gemeinde aus 15 dauerhaft zu Wohnzwecken genutzten Häusern und hatte 44 Einwohner. 2001 wurden nur 14 Häuser ständig bewohnt und in Lhota u Olešnice lebten 34 Menschen. Zwischen 1989 und 1990 war Lhota u Olešnice ein Ortsteil von Olešnice. Seit dem 1. Juli 1990 besteht die Gemeinde Lhota u Olešnice wieder. Im Sommer 2006 wurde das Niederdorf durch ein Hochwasser der Hastrmánka, die zum reißenden Fluss angeschwollen war, verwüstet.

## Sehenswürdigkeiten
- Berg Kopaniny mit Aussichtsturm
- Kapelle der Hl. Dreifaltigkeit, geweiht 1887
- gezimmerte Holzhäuser
- Heilquelle Hastrmánka im Wald östlich des Dorfes
- Felsen Lhotské stěny, Naturdenkmal
- Naturdenkmal Lhotské jalovce, ein reichhaltiger Wacholderbestand